# Hiroshi Azuma
Hiroshi Azuma (japanisch 東 浩史 Azuma Hiroshi; * 15. Mai 1987 in Sendai) ist ein japanischer Fußballspieler.

## Karriere
Azuma erlernte das Fußballspielen in der Jugendmannschaft von FC Miyagi Barcelona und der Universitätsmannschaft der Hannan-Universität. Seinen ersten Vertrag unterschrieb er 2010 beim Ehime FC. Der Verein aus Matsuyama spielte in der zweiten japanischen Liga, der J2 League. Für Ehime absolvierte er 74 Ligaspiele. 2014 wechselte er nach Nagasaki zum Ligakonkurrenten V-Varen Nagasaki. Für V-Varen stand er 54-mal auf dem Spielfeld. Im Januar 2016 unterschrieb er einen Vertrag beim Drittligisten AC Nagano Parceiro in Nagano.